# Alonso Vázquez
Alonso Vázquez (Tolède 1554 - Andújar, 15 mai 1615) est un homme d'arme et écrivain espagnol.
Capitaine de piquiers en Bretagne et d'arbalètriers dans l'Armada Real del Mar Océano, il a ensuite été gouverneur de la citadelle de Jaca et de l'Aljafería de Saragosse.

## Œuvre
- Los Sucesos de Flandes y Francia del tiempo de Alejandro Farnese, 1614 (publié en 1879-80).